# BR 146
Электровоз BR 146 — четырёхосный электровоз немецких железных дорог для пассажирских перевозок.

## История создания и особенности электровоза
После воссоединения Германии в 1991 году железные дороги Deutsche Bundesbahn, Deutsche Reichsbahn и управляющей железнодорожной компании Западного Берлина West-Berliner VdeR в 1993 году соединились в одну компанию Deutsche Bahn AG. На электрифицированных магистралях в то время трудились электровозы серии BR 143 (по обозначению ГДР — DR 243) на территории бывшей ГДР и BR 111 и BR 120 в землях ФРГ. Других новых массово построенных локомотивов не было, да и эти уже морально устарели. Требовались новые современные электровозы.
На базе опытных электровозов BR 120, BR 127 фирм Siemens — Krauss-Maffei и BR 128 фирмы ADtranz немецкие конструкторы создали полностью новое поколение магистральных локомотивов, первенцами которых стали серийно выпускаемые BR 120.

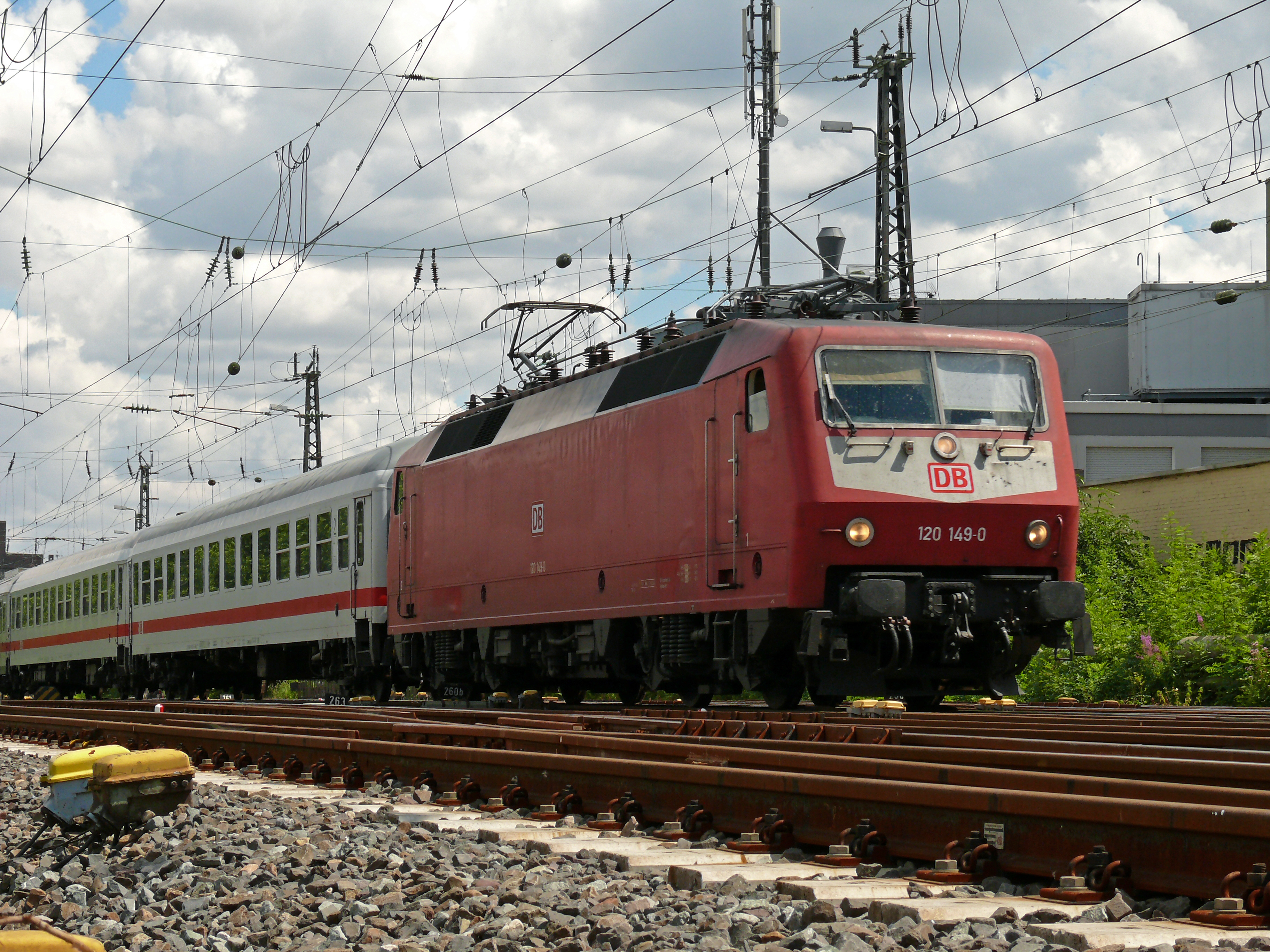
Электровоз серии 120

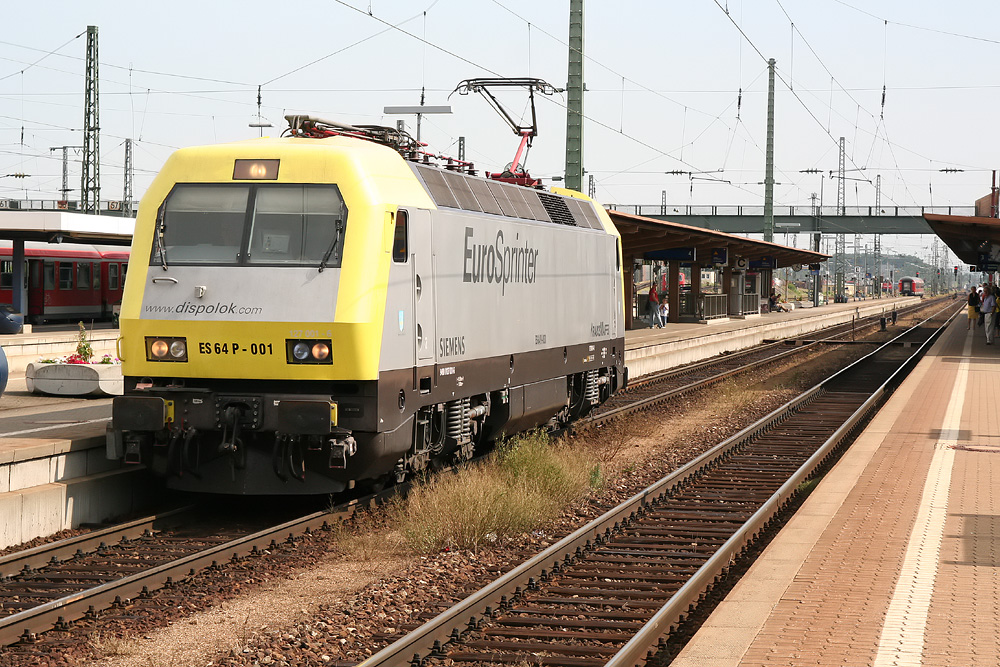
Опытный электровоз серии 127

Для скоростных пассажирских поездов сконструировали BR 101, для легких грузовых перевозок и местного и пригородного пассажирского движения выпустили BR 145, а на долю BR 152 выпала тяжелая грузовая работа.
В рамках структурной реформы Deutsche Bahn AG все однотипные электровозы одной серии были объединены в одну группу, занимающуюся определённой работой. Так все BR 101 попали в отдел дальних пассажирских перевозок (Fernverkehr), BR 145 и BR 152 отнесли к отделу грузовых перевозок (Cargo), а в пригородном движении (Nahverkehr) оставили BR 143.
Пригородное движение потребовало замены старых машин на новые, отвечающие современным условиям. В конце 1999 года были переоборудованы два электровоза BR 145 — 018 и 019 для работы в пригородном движении и отправлены в Людвигсхафен. Там их стали прицеплять к двухэтажным составам, с которыми эти электровозы проработали до смены расписания в 2000 г. по маршруту Манхайм-Кобленц. Во время эксплуатации локомотивы показали себя с наилучшей стороны, были «послушными» и «спокойными».
После этого были оборудованы для пригородного движения в период Ганноверской выставки в 2000 году электровозы с номера 031 по 050.

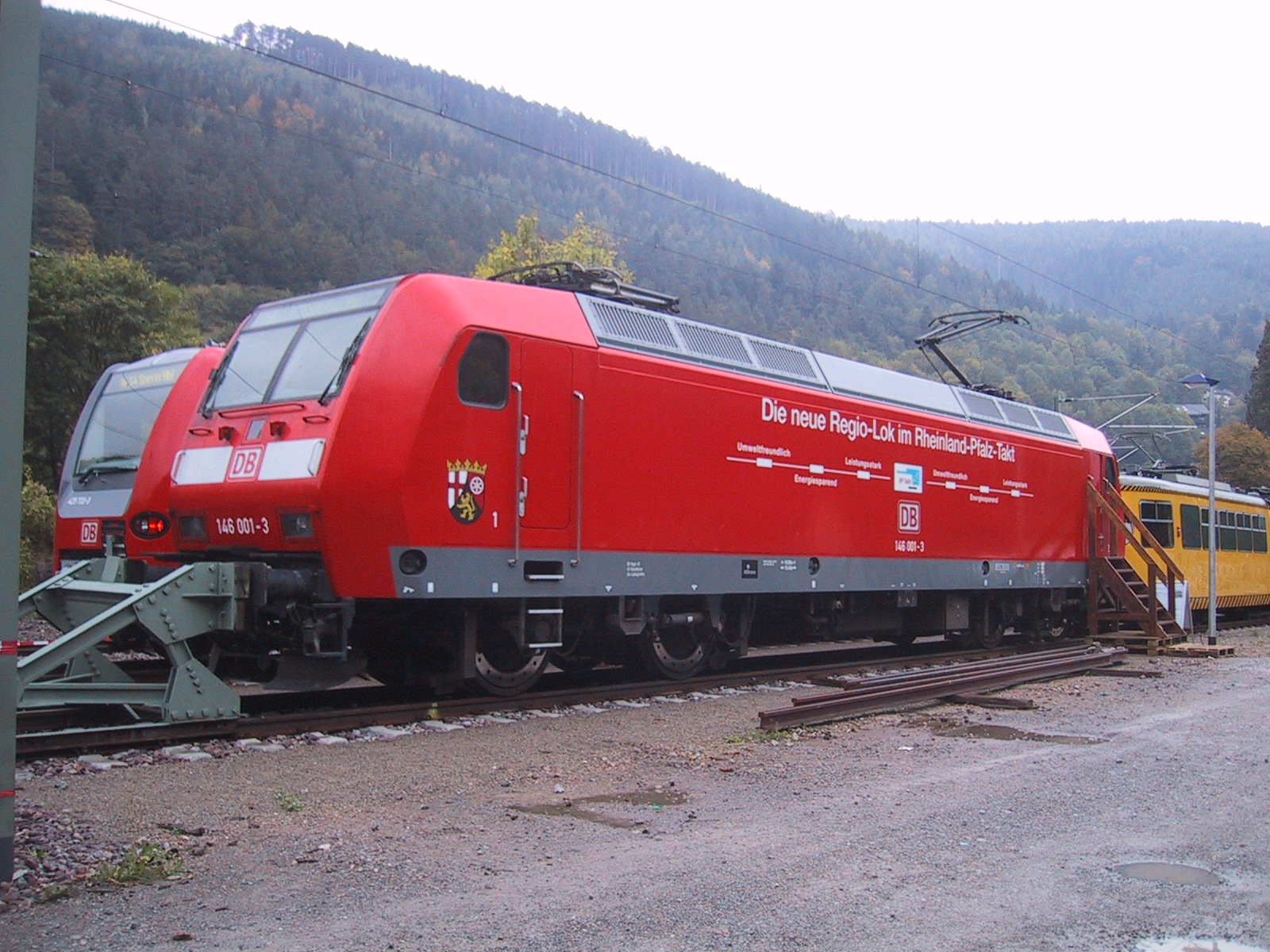
Электровоз серии 146 первого выпуска

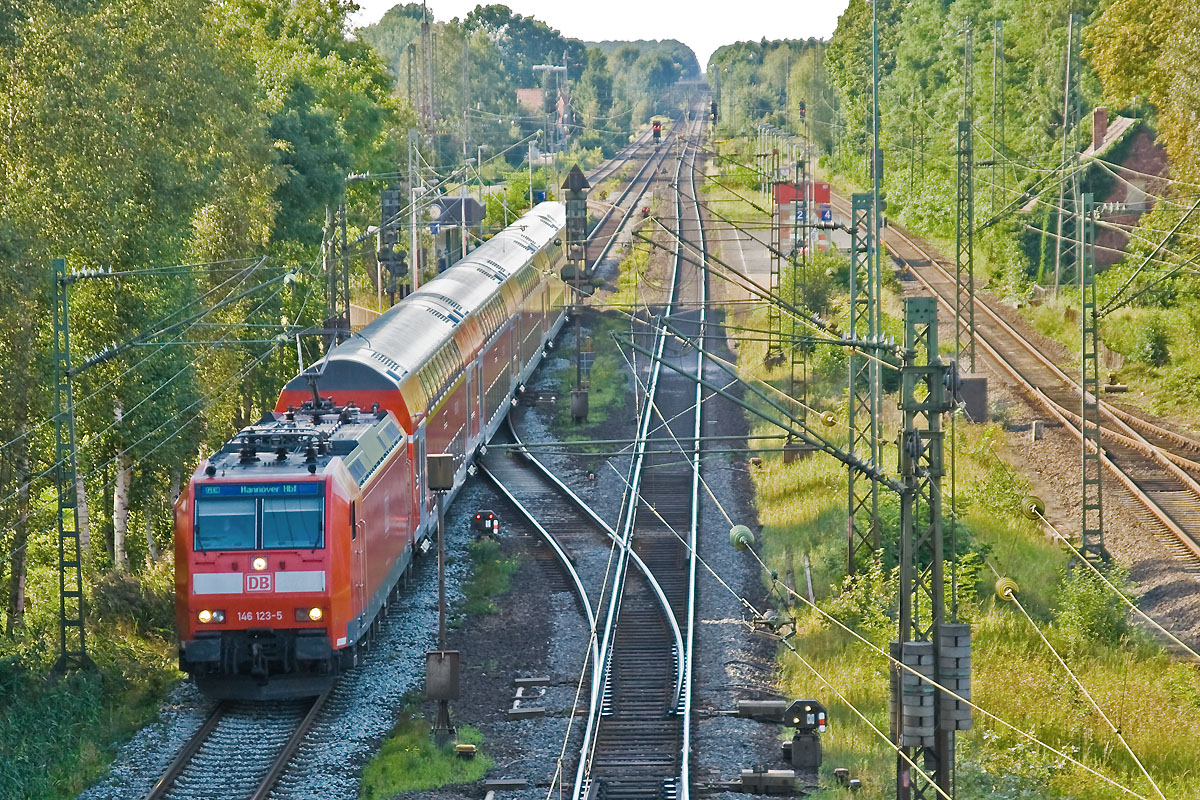
Электровоз серии 146.1 с пригородным поездом

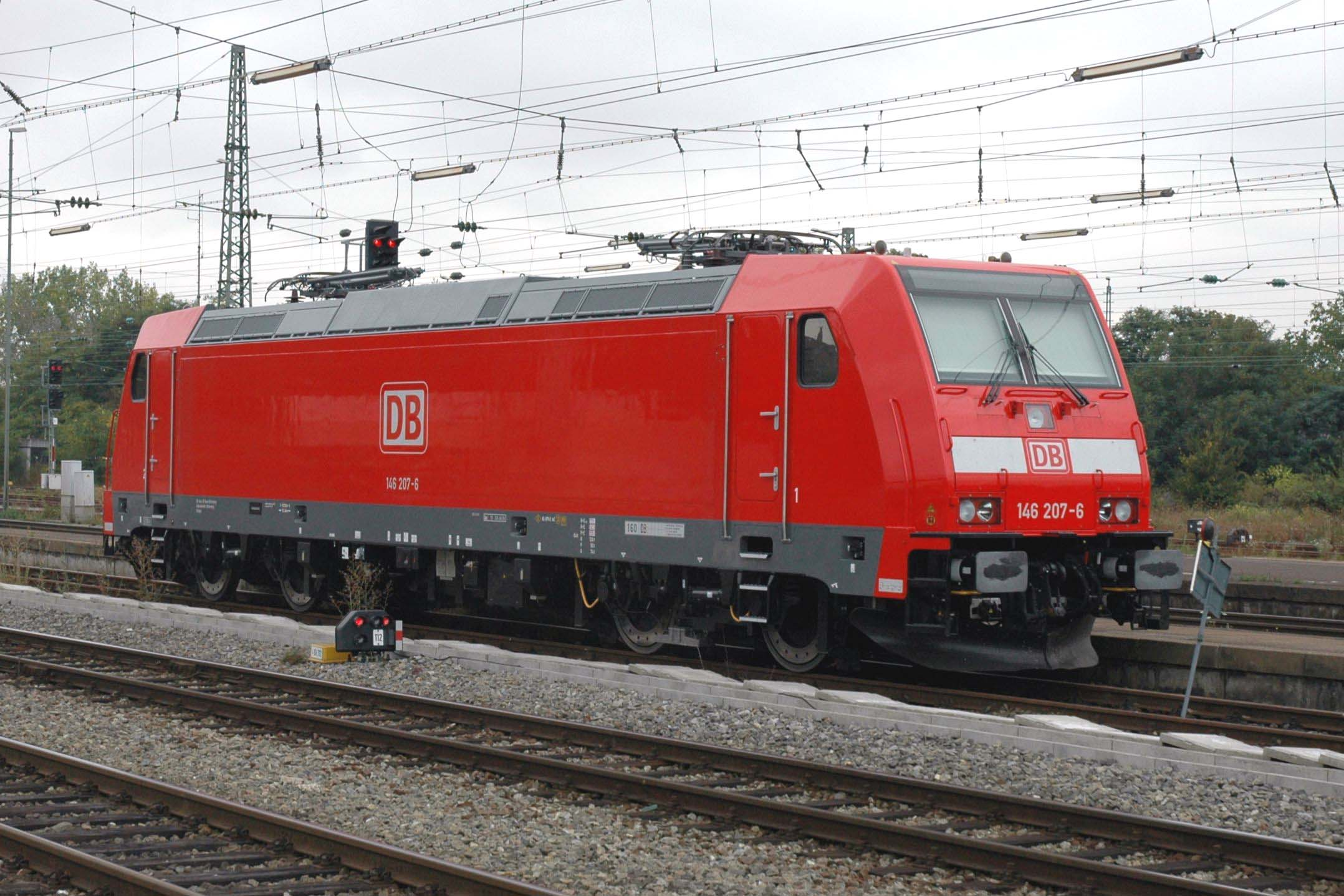
Электровоз серии 146.2

## Технические характеристики
- Год начала выпуска — 2000
- Завод-изготовитель — ADtranz-Bombardier
- Ширина колеи — 1435 мм
- Количество выпущенных единиц — больше 140
- Тип — переменного тока
- Напряжение контактной сети 15 кВ, частота переменного тока 16,67Гц
- Осевая формула — 2О-2О
- Конструкционная скорость — 160 км/ч
- Номинальная мощность электровоза — 5 600 кВт (7 600 л. с.)
- Сила тяги при трогании с места — 300 кН
- Продолжительная сила тяги — 265 кН
- Мощность динамического тормоза — 150 кН
- Тип динамического тормоза — рекуперативный
- Дополнительный тормоз — электропневматический с электронным управлением
- Масса электровоза — 84 т
- Нагрузка на ось — 21 т (электровозы с номера 001 по 031 — 20,5 т)
- Длина по буферам — 18 900 мм
- Ширина кузова — 2 978 мм
- Расстояние по осям тележек — 13 000 мм
- База тележки — 2 600 мм
- Диаметр колеса — 1 250 мм
- Тип тягового привода — опорно-рамный интегрированный
- Тип тормозной системы — пневматическая KE GPR EmZ (D) (ep)
- Тип тормозных колодок — дисковые двухстороннего нажатия
- Тормозная сила: E+E/R — 145 / 123 т; P+E — 105 т; P/G — 90 / 83 т
- Минимальный радиус проходимых кривых — 100 м